# タマスカン・ハスキー

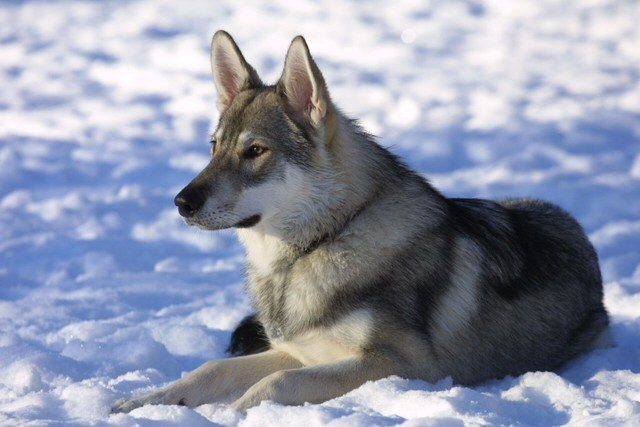
タマスカン・ハスキー

タマスカン・ハスキー（英：Tamaskan Husky）は、フィンランド原産のそり引き犬種のひとつである。別名はタマスカン・ドッグ（英：Tamaskan Dog）。

## 歴史
1990年代から作出が開始された、比較的新しい犬種である。オオカミのような外見を持ち、気性面も共に優れたスレッター（そり引き犬種）を目指して作出された。フィンランド産のレース用のハスキータイプの犬とノーザン・イヌイット・ドッグ、シベリアン・ハスキー、アラスカン・マラミュート、ジャーマン・シェパード・ドッグを計画的に掛け合わせることで2002年に完成した。尚、作出に使われた繁殖犬は健康面と性格面を事前に綿密に調査し、慎重に選択されている。

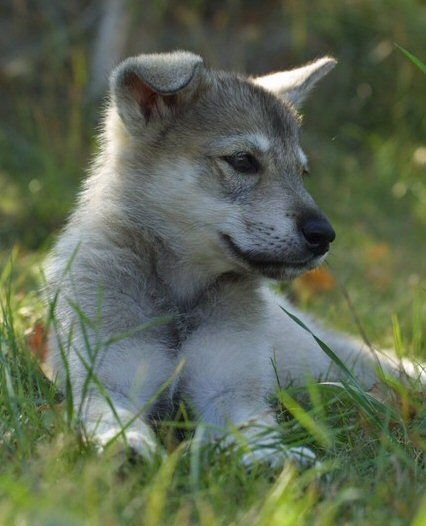
仔犬

あまりにも外見がオオカミに似ているため、タマスカン・ハスキーの作出の際にはオオカミが使われたウルフドッグなのではないかという疑問の声が上がっていたこともあった。しかし、実際には作出にオオカミが使われていないことが近年DNA検査の結果、正式に証明された。
もともと犬ぞりを引かせるために作出されたが、友好性が高くしつけも入りやすく、扱いやすいことからセラピードッグや介助犬、救助犬としても使える可能性が見出され、現在訓練が行われている。もちろん、ショードッグやペットとしても人気がある。
タマスカンにいち早く目をつけたのはアメリカ合衆国のユナイテッドケネルクラブで、輸出を要請し、2005年に初めて原産国外へ輸出が行われた。到着後安全な狼犬（まだこの頃は狼犬だと思われていた）として注目され、人気は瞬く間に上昇し、アメリカに犬種クラブが設立され、本格的なブリードが行われるようになった。人気は外国にも飛び火し、イギリスやヨーロッパでも人気が出て犬種クラブが設立されている。
現在も非常に人気が高いが、まだFCIには公認されていない。ただしスタンダード（犬種基準）は既に固定されているので、公認登録への申請を行う可能性は高い。
ヨーロッパ圏や英米では人気の犬種であるが、その他の地域ではまだ知られておらず、ほとんど飼育されていない。

## 特徴

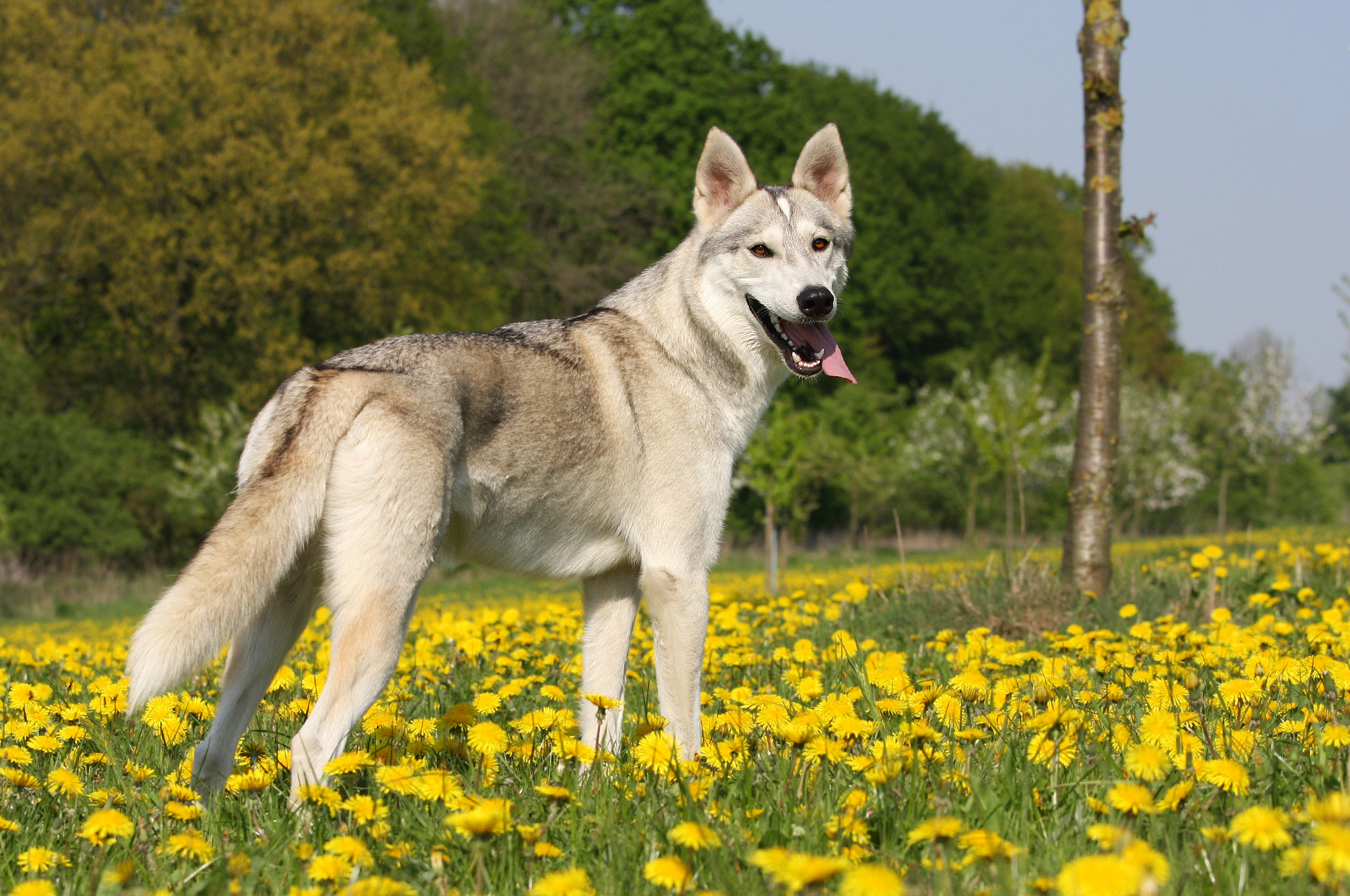

オオカミによく似た、格好よくりりしい姿をしている。眼光は鋭く、瞳の色は琥珀色かブラウンである。マズルは長めで先が尖っている。筋肉質の引き締まった体つきをしていて、力が強い。脚は長い。耳は立ち耳、尾はふさふさした垂れ尾。コートはショートコートだが二重構造で、寒さに強い。毛色はグレーやグレー・アンド・ホワイト、ウルフグレーなど。体高は雄63〜84cmで雌61〜71cm、体重は雄29〜43kgで雌25〜39kgの大型犬。性格は忠実で従順、知的で温厚。とっつきにくい外見とは異なり友好的な性格で、常に誰かと一緒にいることを好む。家族はもちろん、それ以外の犬や人とも仲良くすることが出来る。又、教えれば鳥や小動物も襲わない。ジャーマン・シェパードの血によりしつけの飲み込みはとてもよく、状況判断力も非常に高い。身体能力も高く、スタミナも多い。運動量は非常に多いが、攻撃的な面が無く家庭犬として飼育するのにとても適した犬種である。かかりやすい病気はまだよく分かっていないが、乱繁殖が起これば股関節形成不全が発生する可能性があることが心配されている。幸い現在もタマスカンの繁殖には交配前診断が必ず行われており、遺伝的に疾患のある犬を交配させないようにしているためまだ問題にはなっていない。尚、メンタル面での疾患としては分離不安になる可能性があることが確認されている。このためひとりでの留守番は避けて飼育を行う必要がある。